# Rio São Luís
Rio São Luís är ett vattendrag i Brasilien.   Det ligger i delstaten Amapá, i den norra delen av landet, 1 700 km norr om huvudstaden Brasília.
I omgivningarna runt Rio São Luís växer i huvudsak städsegrön lövskog. Runt Rio São Luís är det mycket glesbefolkat, med 4 invånare per kvadratkilometer.